# Афонино (Сергеевское сельское поселение)
Не следует путать с другой одноимённой деревней в том же административном районе.
Афонино — деревня в Дубровском районе Брянской области, в составе Сергеевского сельского поселения. Расположена в 5 км к северо-западу от деревни Алешинка. Население — 150 человек (2010). Имеется отделение связи, сельская библиотека.

## История
Упоминается с XIX века; до 1929 в Рославльском уезде Смоленской губернии (с 1861 — в составе Епишевской волости, с 1924 в Сещенской волости); с 1929 в Дубровском районе. С конца XIX века действовала частная школа. До 1959 года входила в Трояновский сельсовет.